# Bordado Madeira
Bordado Madeira é um bordado típico do arquipélago da Madeira, em Portugal. Os tecidos usados são linho, seda, algodão e organdi. A técnica é utilizada em toalhas de mesa, vestidos, camisas, lençóis e lenços. As fábricas de bordado Madeira localizam-se no Funchal, mas, tradicionalmente, as bordadeiras bordam em casa, um pouco por toda a ilha. O bordado Madeira é vendido para todo o mundo.

## História
O bordado existe na ilha da Madeira desde o início do povoamento, no século XV, sendo produzido pelas fidalgas para decoração das roupas do lar e do vestuário, por influência dos trabalhos conventuais. No entanto só se encontram referências ao comércio e exportação do bordado, a partir de meados do século XIX. Aí afirma-se como mercadoria de exportação e passa a ter um papel relevante na economia familiar de muitos madeirenses.
É em 1850, numa exposição das indústrias madeirenses, organizada no Palácio de São Lourenço, que se torna evidente o potencial económico do produto e que o bordado começa a ganhar um cariz comercial. Houve tanto interesse nesta exposição por parte de britânicos, que a Madeira é convidado a estar presente na Exposição Universal de Londres (Great Exhibition of the Works of Industry of all Nations), em 1851. A participação foi um sucesso e as peças mostradas elogiadas pela sua “pureza e perfeição artística”.
Depois da procura que já então tinha no mercado inglês, o bordado começou a ser produzido em larga escala na ilha. Miss Elizabeth Phelps (1820-1893) – inglesa, filha mais velha de Joseph Phelps e cuja família ter-se-á mudado para a Madeira em 1784 – é tida como a grande impulsionadora do bordado Madeira por ter fundado, em 1854, uma escola em sua casa e ensinado crianças e mulheres a bordar com desenhos originais seus (o largo Phelps, no centro do Funchal, tem o nome desta família). Sucessores de Miss Phelps, Robert e Frank Wilkinson passaram a exportar em ainda maior escala para Inglaterra. Com a nova dinâmica do negócio, apareceram as casas e os exportadores especializados no seu comércio e o sector produtivo mudou radicalmente. O aparecimento das casas de bordados e o interesse cada vez maior de, nomeadamente, ingleses, alemães, norte-americanos e sírios pelas peças bordadas conduziram à passagem do processo artesanal para industrial.
Em 1860, haveria já 70 000 bordadeiras na Madeira.
Os principais mercados de exportação do bordado Madeira, no século XIX, são a Inglaterra e a Alemanha. No século XX, as exportações estendem-se mundo fora e Itália, os Estados Unidos da América, a América do Sul e a Austrália tornam-se destinos importantes. Para a expansão comercial e da notoriedade do bordado, contribuem França, Singapura, Holanda, Brasil e outros. Actualmente os maiores mercados de exportação são os Estados Unidos, Itália e Inglaterra.

## Casas de bordados
As atuais empresas madeirenses responsáveis pela produção e exportação do bordado Madeira são:
- Abreu & Araújo, Lda. – fundada em 1978 (em 1994, adquiriu a Lino & Araújo, Lda., fundada em 1926);[9]
- António Gomes d'Oliveira Sucrs, Lda. – fundada no Funchal, em 1942;
- Bordal - Bordados da Madeira, Lda. – fundada em 1962;
- João de Sousa Viola, Lda. – fundada em 1935;
- João Eduardo de Sousa, Lda. – fundada a 27 de agosto de 1946;
- Luís de Sousa, Lda. – fundada em janeiro de 1930;
- Maria Alice G. Abreu, Lda. – fundada em 1980;
- Patrício & Gouveia, Sucrs. Lda. – fundada a 6 de junho de 1925;
- Soebol - Sociedade Exportadora de Bordados, Lda. – fundada c. 1956.